# Drahonín
Drahonín település Csehországban, a Brno-vidéki járásban. Drahonín Olší, Skryje, Tišnovská Nová Ves, Žďárec, Sejřek, Strážek, Moravecké Pavlovice és Střítež településekkel határos. Lakosainak száma 105 fő (2024. január 1.).

## Népesség
A település lakosságának változását az alábbi diagram mutatja:
| Lakosok száma | 311  | 305  | 276  | 200  | 142  | 119  | 121  | 125  | 107  | 105  |
|               | 1869 | 1890 | 1921 | 1950 | 1980 | 2001 | 2017 | 2019 | 2022 | 2024 |